# 平野藤四郎
平野藤四郎（平假名：ひらのとうしろう），是日本鐮倉時代藤四郎吉光所作的短刀。

## 概要
平野藤四郎原本長度為30.3公分，在藤四郎的刀作中，屬於較為罕見的寸延短刀(指超過30公分的短刀，通常超過30公分便可歸類為脇差，實際會依據用途而有不同名稱)。這把刀是大阪商人平野道雪，以黃金32枚為代價，向淀城城主木村重茲收購而得，並磨成30公分的短刀。
木村重茲將此刀獻給豐臣秀吉後，豐臣秀吉又下賜給前田利長，前田利長在幾年後隱居，並將這把刀進獻給將軍德川秀忠，最後德川秀忠下賜給前田利長的養子利常。平野藤四郎回到前田家後，從此藏於前田家。直到明治時代進獻給天皇，成為皇室收藏品。

## 備注
1. ↑  東京國立博物館 皇室の名宝―日本美の華 作品リスト （页面存档备份，存于）（日語）